# Paul Friedemann
Paul Friedemann (* 15. Februar 1917 in Dresden; † 1969 ebenda) war ein deutscher Fotograf in der Sowjetischen Besatzungszone bzw. der DDR.

## Leben und Werk
Friedemann kam aus einer Dresdner Arbeiterfamilie. Als sein Vater während der Weltwirtschaftskrise arbeitslos war, machte Friedemann schon als Kind und Jugendlicher nach Schulschluss Botengänge und verkaufte Zeitungen, um zum Lebensunterhalt der Familie beizutragen. Vor allem die Arbeiter-Illustrierte-Zeitung beeinflusste dabei sein Denken und weckten den Wunsch, zu fotografieren. Er fand eine noch funktionsfähige alte Platten-Magazin-Kamera 4 × 6 cm für sechs Aufnahmen, die jemand weggeworfen hatte. Das Geld für Filme sparte er sich vom Mund ab. Seine ersten richtigen Aufnahmen macht er von seinem Bruder bei einer KPD-Demonstration.
1928 wurde Friedemann Mitglied des Jung-Spartakus-Bunds und 1931 des Kommunistischen Jugendverbands Deutschland.
Einer seiner Lehrer beschaffte ihm eine Lehrstelle bei einem Dresdner Berufsfotografen. Friedemann hätte lieber bei Hugo Erfurth gelernt, dessen Porträtaufnahmen ihn begeisterten. Aber das konnte er nicht finanzieren, da Erfurth hohe Zuzahlungen verlangte.
1933 musste Friedemann die Lehre abbrechen, als er für ein halbes Jahr als „Staatsfeind“ in Schutzhaft genommen wurde. Er setzte die vierjährige Ausbildung dann, unterbrochen durch eine weitere Inhaftierung im KZ Hohenstein, bis zum Gesellenbrief fort. Anschließend arbeitete er in verschiedenen Dresdner Fotohandlungen, wo er vor allem Amateuraufnahmen entwickelte und kopierte.
Friedemann wurde dann zur Wehrmacht einberufen und nahm am Zweiten Weltkrieg teil. Nach der Entlassung aus der Kriegsgefangenschaft trat er 1945 der KPD bei. Später wurde er Mitglied der SED. Von 1945 bis 1951 war er als forensischer Fotograf Angehöriger der Kriminalpolizei. 1948 erwarb er den Meisterbrief. Ab 1951 arbeitete er als Bildjournalist bei der Illustrierten Zeit im Bild. Er bereiste dafür im Laufe der Jahre 17 Länder, u. a. zwölfmal die Sowjetunion.
Friedemann war Mitglied des Verbands Deutscher Journalisten bzw. des Verbands der Journalisten der DDR, des Verbands Bildender Künstler der DDR und der Fédération Internationale de l’Art Pho-tographique (FIAP). Von dieser wurde er für seine fotografischen Leistungen als Artiste FIAP (AFIAP) geehrt. Er gehörte der Fotografengruppe Signum an, an deren Ausstellungen er sich beteiligte. Er war u. a. auch 1984 in Berlin auf der Ausstellung Alltag und Epoche vertreten.
Fotos Friedmanns befinden sich u. a. im Berliner DDR-Bildarchiv. Zeitgeschichtliches Pressebildarchiv aus den Neuen Bundesländern.